# عرض أسعار المبيعات
يسمح عرض أسعار المبيعات للمشتري المحتمل بمعرفة التكلفة الممكنة لما يريد من عمل. تقدم الكثير من الأعمال التجارية خدمات لا يمكن أن تدفع مقابلها مقدمًا؛ لأن التكلفة المتضمنة يمكن أن تتباين، ويمكن أن يرجع هذا إلى المواد التي يمكن استخدامها (والتي يمكن أن تختلف على أساس الاحتياجات الفردية للعميل)، والقوى العاملة اللازمة. لذلك، من الممارسات الشائعة لهذه الشركات تزويد العميل المحتمل بسعر (أو تقدير) بالتكلفة الممكنة، وتضع الشركة هذا السعر باستخدام المعلومات التي يقدمها العميل المحتمل فيما يتعلق بالعناصر ذات الصلة التي يمكن أن تؤثر بالثمن. ويمكن أن يساعد السعر المشتري المحتمل عندما يختار الشركة التي سيستخدمها والخدمات التي يبحث عنها.
وعند مراعاة هذه المعلومات المتوفرة في أي عرض أسعار، لا يجب أن يكون السعر هو المهم فقط، لكن يستحسن النظر إلى الجودة والكفاءة المهنية داخل الشركة. ولهذا من الشائع في جميع الشركات تزويد العملاء المحتملين بحافظات وأمثلة للأعمال السابقة، ويمكن لهذا مساعدة العميل المحتمل في اتخاذ قرار حول الشركة التي سيختارها لما يحتاج إنجازه من عمل.